# Laurence Deonna
Pour les articles homonymes, voir Deonna.
Laurence Deonna, née le 29 janvier 1937 à Genève et morte le 2 août 2023 dans la même ville, est une reporter photographe suisse. 
Elle est connue pour ses livres sur le Yémen, la Syrie, l'Iran, l'Irak et le Kazakhstan.

## Biographie
Laurence Deonna est la fille d’Anne-Marie Vernet-Faesch, issue de la haute bourgeoisie protestante genevoise (comme son mari[pas clair]), et de Raymond Deonna, juriste, économiste, homme politique (il a été conseiller national) également président du conseil d'administration de l'ancien Journal de Genève de 1950 à 1970. Le grand-père, Waldemar Deonna (un prénom hérité de sa mère danoise), était un helléniste et un archéologue connu. 
Laurence Deonna grandit à Jussy, dans le canton de Genève. Son frère cadet, Pierre, se tue accidentellement avec un revolver à l'âge de 7 ans. 
Dans les années 1950, elle quitte l'école avant d'avoir obtenu son baccalauréat[réf. souhaitée] pour aller étudier une année l’art dans le sud de l’Angleterre, à la Bath Academy of Arts. Elle y pratique le dessin, la peinture, les marionnettes, le théâtre contemporain — elle tiendra notamment un rôle dans une des œuvres du poète gallois Dylan Thomas[réf. souhaitée]. On la retrouve ensuite à Paris, à l’École des beaux-arts[réf. souhaitée], après quoi elle revient à Genève, où elle exerce toutes sortes de métiers, dont celui de chauffeur chez Avis , puis d’hôtesse de l'air dans l'ancienne compagnie d'aviation Swissair. 
Ensuite, elle passe une année dans une école de secrétariat où elle approfondit les langues étrangères, apprend la dactylographie et la sténographie, ainsi que le maniement d’un télex. Puis, durant cinq ans, elle est l'assistante du marchand d'art contemporain Jan Krugier, qui joue un grand rôle dans sa vie.

### Première découverte: le Moyen-Orient

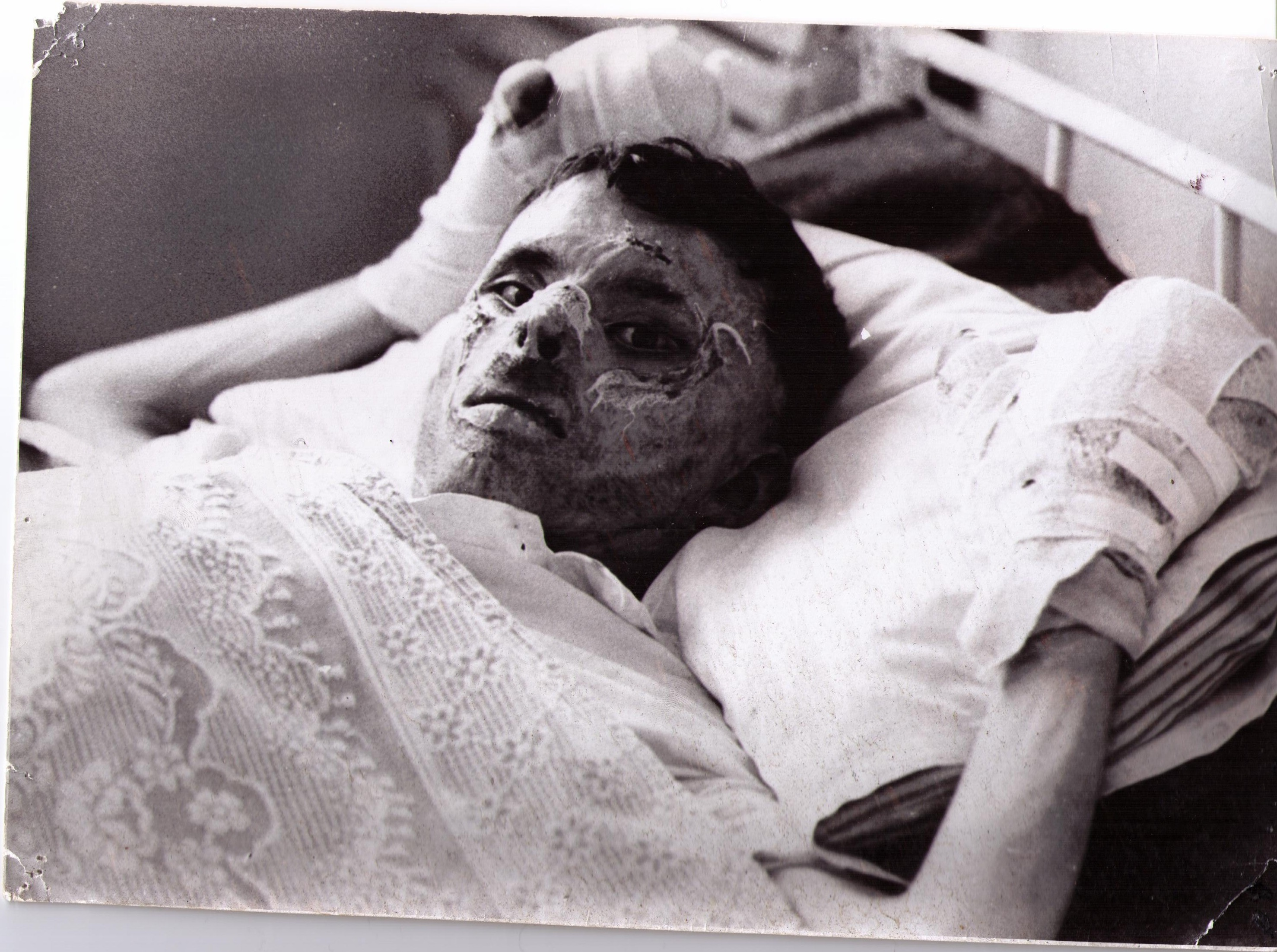
Soldat brûlé au napalm durant la guerre des Six Jours, photographié par Laurence Deonna.

Elle découvre le métier de reporter en juin 1967 lors de la guerre des Six Jours, entre Israël et les pays arabes. Bien qu’ayant « couvert » bien d’autres régions du monde depuis lors, le Moyen-Orient n’en restera pas moins sa région de prédilection. Elle compte presque un demi-siècle  de collaboration avec les médias les plus divers, suisses et étrangers, et avec la chaîne britannique Frontline News Television.

### Reporter au long cours

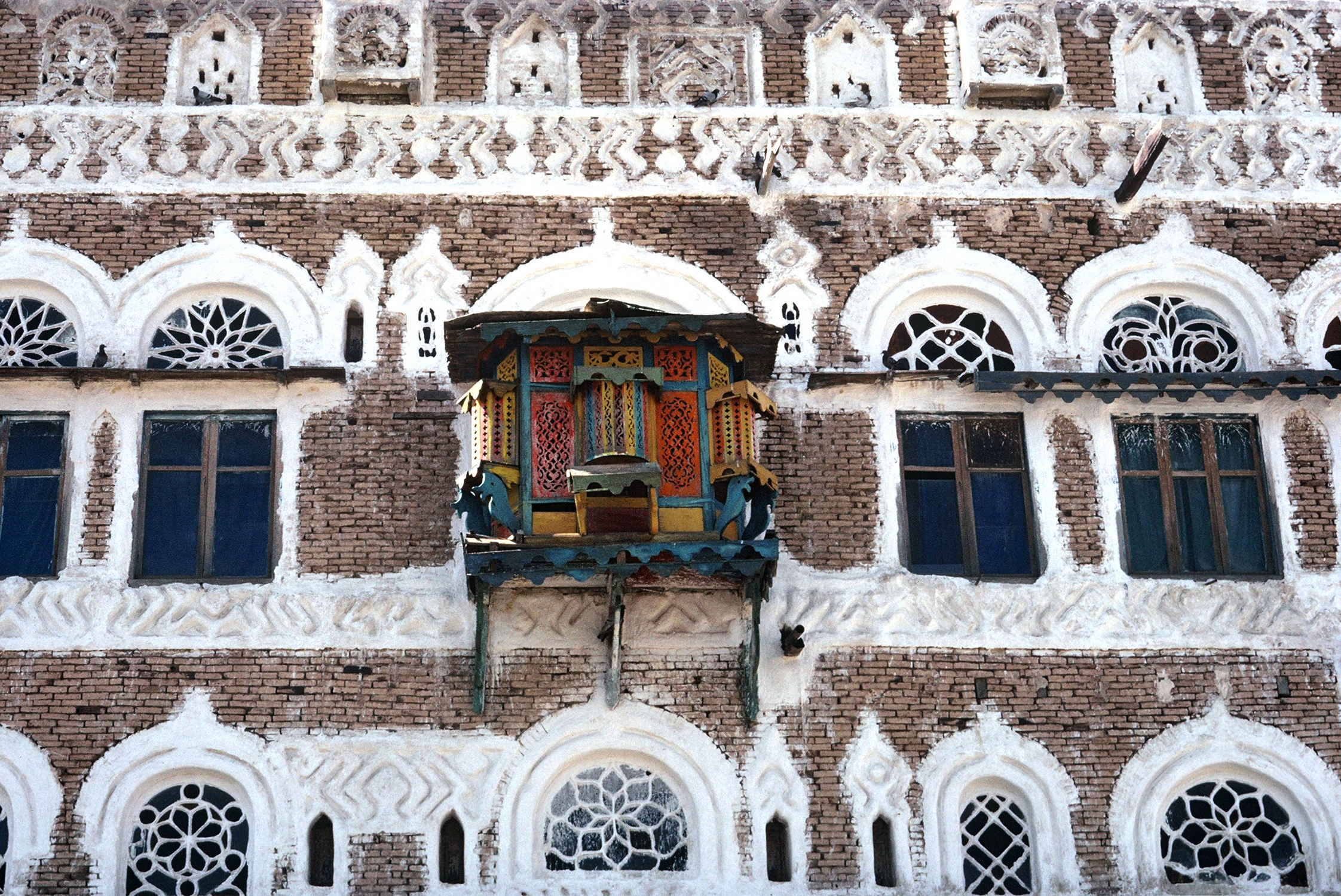
L'ancien palais de l'Imam à Taez en 1977.

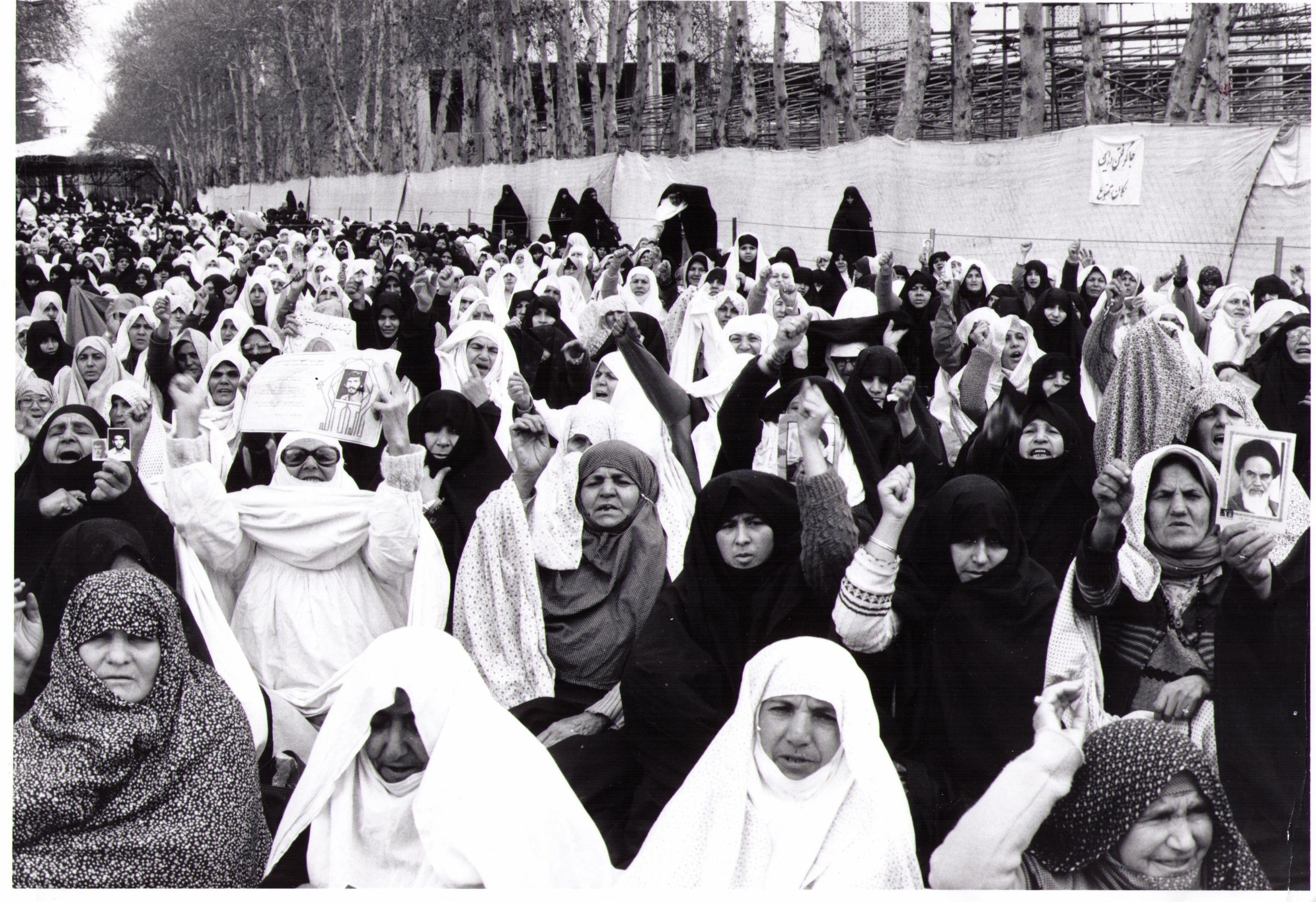
Iraniennes à la Grande Prière du vendredi en 2004.

On lui doit d’innombrables reportages : en Palestine, en Israël, au Liban, en Syrie, en Irak, en Iran, en Égypte, dans les pays du Golfe arabe et surtout au Yémen dont Laurence Deonna est une experte reconnue. L’Asie centrale musulmane ex-soviétique fait également partie de son éventail : Ouzbékistan, Tadjikistan, Kirghizistan, Turkménistan, Kazakhstan, l’Azerbaïdjan, le Caucase, la Géorgie… Elle a aussi couvert les pays du Maghreb, la Birmanie, la Chine, l’Afrique du Sud, l’Ouganda, l’Éthiopie, la Somalie, la Chine, la Russie et d’autres pays de l’Est européen. « Ses livres de mémoires accumulées sont à l'image d'une lente décantation et par certains côtés un enseignement où elle témoigne de ses propres difficultés, peurs, errements [ ] et la fréquentation des guerres n'a pas amoindri sa sensibilité au contraire. » En 2020, âgée de 83 ans, elle publie Lira Baiseitova. Lanceuse d'alerte, ouvrage qui raconte le combat de la journaliste kazakhe Lira Baiseitova, réfugiée politique à Genève.

### Fonctions officielles et associatives
- De 2000 à 2003, Laurence Deonna est présidente de l’association « Reporters sans frontières » section suisse[4]. Parmi différentes fonctions, elle est aussi membre du comité d’honneur du « Club suisse de la presse », à Genève, et, dans cette même ville, préside l’association « Être femme aujourd’hui ». De 2010 à 2018, toujours à Genève, elle a assuré la vice-présidence de l’association « Enfants de Gaza » (dissoute en 2018).

### Mort
Laurence Deonna meurt le 2 août 2023, en début d'après-midi, à son domicile genevois.

### Vie privée
Après un premier mariage blanc au début de sa vie d'adulte, rapidement dissout, Laurence Deonna épouse en 1997 Farag Moussa, un diplomate égyptien,. Il meurt en 2021.

## Distinctions
- 1987 : Prix UNESCO de l'éducation pour la paix[13],[14].
- 1987 : Médaille de Vermeil de la Société d’Encouragement au Progrès, Paris[réf. nécessaire].
- 1987 : Grand prix littéraire des lectrices de Elle[15].
- 1988 : Médaille Genève Reconnaissante[16].
- 1988 : I Migliori dell’Anno, prix littéraire pour l’édition italienne de son livre La Guerre à deux voix, Rome[réf. nécessaire].
- 1988 : Medaglia d’Oro per la Cultura della Pace, Rome[réf. nécessaire].
- 2014 : Musée des Suisses dans le monde (Genève): Consacrée "Suissesse exceptionnelle"
- 2017: Livre "Hommages à Laurence Deonna", Editions de l'Aire, pour les quatre-vingt ans de Laurence Deonna.
- 2018 : Lauréate du 14e Prix Stiftung Kreatives Alter (« Créativité au Troisième Âge ») de la Fondation Vontobel, Zurich, pour son livre Mémoires ébouriffées
- 2022 : Nommée membre d'honneur du Centre PEN International Suisse romande (P = Poets, Playwrights ; E = Essayists, Editors ; N = Novelists, Non-fiction authors)

## Œuvres

### Livres / Publications

#### Livres-reportages
- Moyen-Orient – femmes du combat, de la terre et du sable, Genève, Labor et Fides, 1970, 192 p. (ISBN 978-2-8309-0505-2, lire en ligne)
- Le Yémen que j'ai vu, Éditions 24 heures, 1982, 178 p. (ISBN 2-8265-0055-4 et 978-2-8265-0055-1, OCLC 9132442, lire en ligne)
- Yémen, Paris, Arthaud, 1983, 178 p. (ISBN 2-7003-0428-4 et 978-2-7003-0428-2, OCLC 9883726, lire en ligne)
- La Guerre à deux voix : des femmes d'Égypte et d'Israël parlent, 2015, 333 p. (ISBN 978-2-940537-55-6 et 2-940537-55-0, OCLC 995529417, lire en ligne).
- Syriens, Syriennes (1992-1994) (trad. en anglais, italien). ill. photos de l'auteure, Genève, Zoé, 1995[17].
- Persianeries - Reportages dans l’Iran des mollahs (1985-1998) (trad. en anglais, arabe). ill. photos de l'auteure, Éd. Zoé, Genève, 1998.
- Kazakhstan – Bourlinguer en Asie centrale post-communiste (trad. en allemand, anglais). ill. photos de l'auteure, Éd. Zoé, Genève 2001, rééd. augmentée, 2007[18].
- Lira Baiseitova –  Lanceuse d'alerte, Vevey, l'Aire, 2020

#### Essai / chroniques
- Mon enfant vaut plus que leur pétrole (trad. en anglais, italien, arabe). Genève, Labor et Fides, Genève, 1992.
- Le Sel de l'histoire - Chroniques, Vevey, de l'Aire, 2017.

#### Livre de photographies
- De Schéhérazade à la Révolution, 126 photos en noir et blanc de 1967 à 2004, (préface d’Ella Maillart). Genève, Éd. Zoé, 2006[19].

#### Autobiographies
- Femme et reporter, ill. photos de l'auteure, Éd. France-Empire, Paris / Edicompo, Ottawa, Canada, 1980.
- Du fond de ma valise. Les coulisses du reportage au féminin. Nouveau recueil (trad. en allemand). ill. photos de l'auteure, Neuchâtel, La Baconnière, Boudry, 1989.
- Mémoires ébouriffées, ma vie, mes reportages, ill. photos de l'auteure, Vevey, l'Aire / Paris, Ginkgo, 2014[6],[2].

#### Collaborations
- Femmes suisses dans le monde du XVIIe au XXIe siècle (coauteur Bénédict de Tscharner), Genève, Éd. Eclectica, 2010.

#### Livre traduit par Laurence Deonna
- Écrivains en prison, Éd. Labor et Fides. De l'anglais, The Prison where I live, Londres, Ed. Cassel, 1997

### Expositions de photographies (sélection)
- Laurence et Waldemar Deonna, Voyages en humanité, Galerie du Boléro, Versoix, 2022 [Photos du Yémen, Iran, Kazakhstan, Iraq et Syrie, de L. Deonna et de son grand-père].
- Yémen, Paris, Espace Kodak, 1980.
- Mes yeux sur l’islam (Yémen, Syrie, Irak, Égypte, Iran, Ouzbékistan, Tadjikistan), Anvers, Heidia International, Photo Studio, 1986.
- Évocation des architectures de l’ancienne ville de Sanaa (Yémen), [décor photographique géant (1 800 kg)], Genève, Salon international du livre et de la presse, 1990 / Paris, UNESCO, 1991 / New York, Nations unies, 1996 / Québec (ville), Musée des civilisations, 1997.
- Yémen, Paris, Institut du monde arabe, 1992.
- Images d'Égypte, d’Iran, du Kazakhstan, de Syrie et du Yémen, Avignon, Hôtel de ville, dans le cadre « Avignon, ville européenne de la Culture ». 2000.
- L’autre regard/ Der andere Blick. Photos de la révolution iranienne, Soleure, Galerie Arteso, dans le cadre des « Journées littéraires de Soleure ». 2003.

### Documentaire de L. Deonna
- Yémen. Série de documentaires pour la chaîne britannique « Frontline Television News  » (e), 1993.

#### Documentaires à partir du travail de L. Deonna
- José et Marilu Maldavsky, La Guerre à deux voix, docu-fiction de 52 minutes, réalisé par , adapté du livre de Laurence Deonna, 1987[20].
- Les Yeux dans les yeux – Moyen-Orient. Montage de photos en vidéo. Textes de Laurence Deonna et musique de Mounir Bachir. 1993.
- Lucienne Lanaz, Douleur et révolte. Moyen-Orient : dans les deux camps de la guerre, des femmes se souviennent et veulent la paix,  (42 min) à partir du livre de Laurence Deonna, La guerre à deux voix. En arabe et en hébreu, sous-titré en français, allemand et anglais. Productrice : , Jura Films, 2003

### Théâtre à partir du travail de L. Deonna (sélection)
- La Guerre à deux voix, tiré du livre de Laurence Deonna : mise en scène d’Anne Delbée, Théâtre national de Nancy, 1989 / mise en scène de Jane Friedrich, Théâtre de la Jonction, Genève, 1991 / (en anglais) mise en scène (en anglais) d’Anne Bisang, Théâtre de la Comédie, Genève, 1999 [à l'occasion du cinquantième anniversaire de la signature des Conventions de Genève].
- Laurence Deonna, reporter, écrivaine et photographe. Théâtre du Crève-Cœur, Cologny (Genève), 2012 [mise en espace et en lecture de textes de L. Deonna; décors réalisés avec des photos de l’auteure, et musiques du Moyen-Orient; le spectacle a été mis en images sous le titre Voix de reportages]

#### Sélection de portraits de L. Deonna publiés dans des livres
- Jeanne Wickers, Women and War, Zed Books, Londres, 1991.
- Brigitte Mantilleri, Schweiz: Frauengeschichten-Frauengesichter, Dortmund Ebersbach, 1998.
- Matthias Krieg et Gabrielle Zangger-Derron, Die Reformierten. Suchbilder einer Identität, Zurich, Theologischer Verlag, 2002 (portrait de Laurence Deonna p. 214), , 2002.
- Laurence Deonna et Bénédict de Tscharne, Femmes suisses dans le monde du XVIIe au XXIe siècle, Eclectica et Infolio, 2010.
- Les Femmes pionnières - leur contribution aux changements dans le monde. Genève, Ed. Bibliothèques municipales de Genève, 2012.
- Hommages à Laurence Deonna, Genève, L'Aire, 2017. Livre-hommeage publié à l'occasion des 80 ans de Laurence Deonna.  Avec les témoignages d’une vingtaine de ses ami(e)s de par le monde.
- Jean-François Tétu (compte-rendu de livre), « Denis Ruellan, Reportères de guerre. Goût et coûts », Questions de communication, no 35,‎ 2019, p. 439–442 (v. p. 440) (ISSN 1633-5961, lire en ligne, consulté le 2 octobre 2021)

#### Portraits filmés consacrés à Laurence Deonna
- Daniel Pasche, « Laurence Deonna » (portrait filmé réalisé par Daniel Pasche, à l'occasion de la sortie du livre Femme et reporter, pour l'émission Un jour d'été (émission d'actualité suisse)), sur rts.ch, 14 juillet 1980 (consulté le 30 septembre 2021).
- 1988 : Dites-moi... Dans la série du même nom, produite par la télévision belge. Portrait d’une heure.
- 1990 : Racines. Portrait d’un quart d’heure produit par la télévision suisse romande.
- 1990 : « Laurence Deonna » (Portrait de 50 minutes en noir/blanc), sur Association Plans Fixes (consulté le 30 septembre 2021)

- 2007 : Les Feux sacrés. Portrait d’une demi-heure par Viviane de Witt. Télévision Léman bleu Genève.
- 2018 : Romaine Jean, « Toute une vie - Laurence Deonna, reporter, photographe et écrivaine - Play RTS », sur Toute une Vie, série de portraits, RTS, 28 juin 2018 (consulté le 30 septembre 2021)
- 2022 : Laurence Deonna, Libre! de Nasser Bakhti, 2022. Projeté en ouverture du FIFDH (Festival du film et forum international sur les droits humains) en 2023